# I Do (Cherish You)
I Do (Cherish You) è un singolo del 1998 del cantante country statunitense Mark Wills, primo estratto dal suo secondo album Wish You Were Here.

## Versione dei 98 Degrees
Nel 1999, i 98 Degrees fecero una cover della canzone, che uscì come quarto singolo del loro secondo album, 98 Degrees and Rising. La loro versione arrivò al 13º posto nella Billboard Hot 100; fece inoltre parte della colonna sonora della commedia romantica del 1999 Notting Hill.

## Tracce
- "I Do (Cherish You)" [Album Version] 3:43
- "I Do (Cherish You)" [Love To Infinity Radio Mix] 3:27

Germany Maxi-CD
- 1 I Do (Cherish You) [Radio Edit] 3:45
- 2 I Do (Cherish You) [Love To Infinity Radio Mix] 3:31
- 3 I Do (Cherish You) [Love To Infinity Master Mix] 5:35
- 4 Because Of You [Hex Hector Dance Mix] 3:04

## Classifiche

### Mark Wills
| Classifica (1998)                           | Massima posizione |
| ------------------------------------------- | ----------------- |
| U.S. Billboard Hot Country Singles & Tracks | 2                 |
| U.S. Billboard Hot 100                      | 72                |
| Canadian RPM Country Tracks                 | 3                 |

### 98 Degrees
| Classifica (1999-2000)                       | Massima posizione |
| -------------------------------------------- | ----------------- |
| U.S. Billboard Hot 100                       | 13                |
| U.S. Billboard Hot Adult Contemporary Tracks | 4                 |